# Al-Dżaghbub
Al-Dżaghbub (Dżarabub, arab. الجغبوب, wł. Giarabub) – oaza na Pustyni Libijskiej we wschodniej Libii, przy granicy z Egiptem.